# Рамзес IV
Рамсес IV, часом Рамсес IV — давньоєгипетський фараон з XX династії.

## Життєпис
Був сином Рамзеса III та, можливо, цариці Титі.
Народився, імовірно, ще за часів правління Сеті II та, відповідно, зійшов на трон, коли йому було вже понад 40 років. Перша згадка про нього міститься у написі у гробниці QV53 й належить приблизно до 10-го року правління Рамзеса III. Після смерті Сетхерхепешефа Рамзес IV став уже на 22-му році правління батька спадковим царевичем. Рамзес IV провів принаймні десять років як спадкоємець престолу, й за той час, імовірно, міг повною мірою ознайомитись з адміністративною роботою. На відміну від деяких своїх братів, він не мав сану жерця, але був воєначальником, командувачем єгипетської армії. Графіті з храму Аменхотепа III у Солебі свідчить, що його відрядили до Верхньої Нубії. Можливо, то була звичайна інспекція, але, також можливо, що то був похід з метою придушення повстання.
Після убивства батька схопив змовників та засудив їх.
Рамзес IV намагався правити у дусі батька. Так, он на 3-му році свого царювання він відрядив велику експедицію (8362 особи) під керівництвом верховного жерця Амона Рамсеснахта до каменоломень Ваді-Хаммамат. При цьому 900 осіб з тієї експедиції загинули від спеки та виснаження. Так само, як і батько, Рамсес IV продовжував щедро роздавати храмам державне майно та надавати їм пільги. Однак то була лише показна велич царської влади. Єгипет продовжував рухатись до занепаду.
Ім'я Рамзеса IV було останнім з виявлених на Синайському півострові. Після нього розробка синайських копалень припинилась. Єдина, більш-менш значна будівля Рамзеса IV, що дісталась до нашого часу, — продовження задніх кімнат і малої гіпостильної зали храму Хонсу у Фівах, розпочатих ще його батьком.
Рамзес склав один із визначних документів, що розповідає про його діяльність та діяльність його батька — папірус Гарріса. Він є найбільшим документом Стародавнього Сходу.
Дружиною фараона була цариця Дуатентіпет; її поховання було виявлено у Долині цариць (QV74). Можливо, вона була матір'ю спадкового принца.

## Пам'ятники
За часи свого правління Рамсес IV виявив значну волю до спорудження пам'ятників. План його заупокійного храму на заході Фів в Асасіфі, неподалік від Дейр ель-Бахрі, вказує, яким колосальним мав би бути весь комплекс. На жаль, до моменту смерті царя було закладено лише фундамент святилища. Рамсес IV узурпував велику кількість пам'ятників своїх попередників; особливо постраждали архітектурні споруди храму Амона в Карнаці та храм Рамсеса III у Медінет-Абу. Тим не менше, за часів його правління було збудовано гіпостильну залу в храмі Хонсу в Карнаці, закладено новий храм в Абідосі; архітектурні фрагменти з іменем Рамсеса IV було виявлено в Геліополі, Серабіт ель-Хадім, Мемфісі.
Кілька скарабеїв з іменем Рамсеса IV і плита з його написом були виявлені в Палестині й Телль-Дельхамійа, на південь від Генесаретського озера. В Нубії сліди Рамсеса IV нечисленні: згадки про царя збереглись у Бухені, Герф Хуссейні, Анібі, Ібримі та західній Амарі.
Гробниця Рамсеса IV у Долині царів (KV2) була розкрита ще у давнину. Збереглись два попередніх плани гробниці Рамсеса IV: ретельно виконане креслення на папірусі, що зберігається у Турині, й деталь дверей, закарбована на вапняковому остраконі. Перший — унікальний план на папірусі використовувався, імовірно, в ритуалі освячення гробниці. Царська мумія ще у давнину була переміщена до гробниці-схованки Аменхотепа II (KV35).